# Nyctemera limbata
Nyctemera limbata är en fjärilsart som beskrevs av Walter Karl Johann Roepke 1949. Nyctemera limbata ingår i släktet Nyctemera och familjen björnspinnare. Inga underarter finns listade i Catalogue of Life.